# Église Sainte-Colombe de Chef-du-Pont
L'église Sainte-Colombe de Chef-du-Pont est un édifice catholique, du 1er quart du XIIe siècle, qui se dresse sur le territoire de l'ancienne commune française de Chef-du-Pont, dans le département de la Manche, en région Normandie.
L'édifice est inscrit au titre des monuments historiques.

## Localisation
L'église Sainte-Colombe est située au nord-est du bourg de Chef-du-Pont, au sein de la commune nouvelle de Sainte-Mère-Église, dans le département français de la Manche.

## Historique
L'église a appartenu au diocèse de Bayeux, comme celles de Sainte-Mère-Église, Vierville, Neufville, Sainte-Marie-du-Mont et Lieusaint.

## Description
L'église Sainte-Colombe, anciennement nommée Sainte-Colombe-en-Cotentin, du 1er quart du XIIe siècle, correspond au schéma roman ou proto-gothique d'un petit groupe régional bien caractérisé de petite église du Cotentin dite de l'école de Lessay, avec notamment celles de Martinvast et Octeville, où dès le premier quart du XIIe siècle, la croisée d'ogives est appliquée aux voûtements du chœur. Ce dernier qui est pratiquement dans son état d'origine possède des arcatures latérales s'appuyant sur un banc et des chapiteaux à rinceaux.
La nef a été remaniée au XVIIe siècle avec entre autres l'adjonction de collatéraux et n'a conservé de l'époque romane que son porche occidental et son aspect général. L'église, avant l'agrandissement de la nef, était de plan ecclésiole à chevet plat.
Le portail muré situé dans la première travée du chœur arbore un tympan sculpté représentant Samson luttant avec le lion en tenant dans ses mains les mâchoires du fauve. Le clocher, hors-œuvre, est du XVIIe siècle.

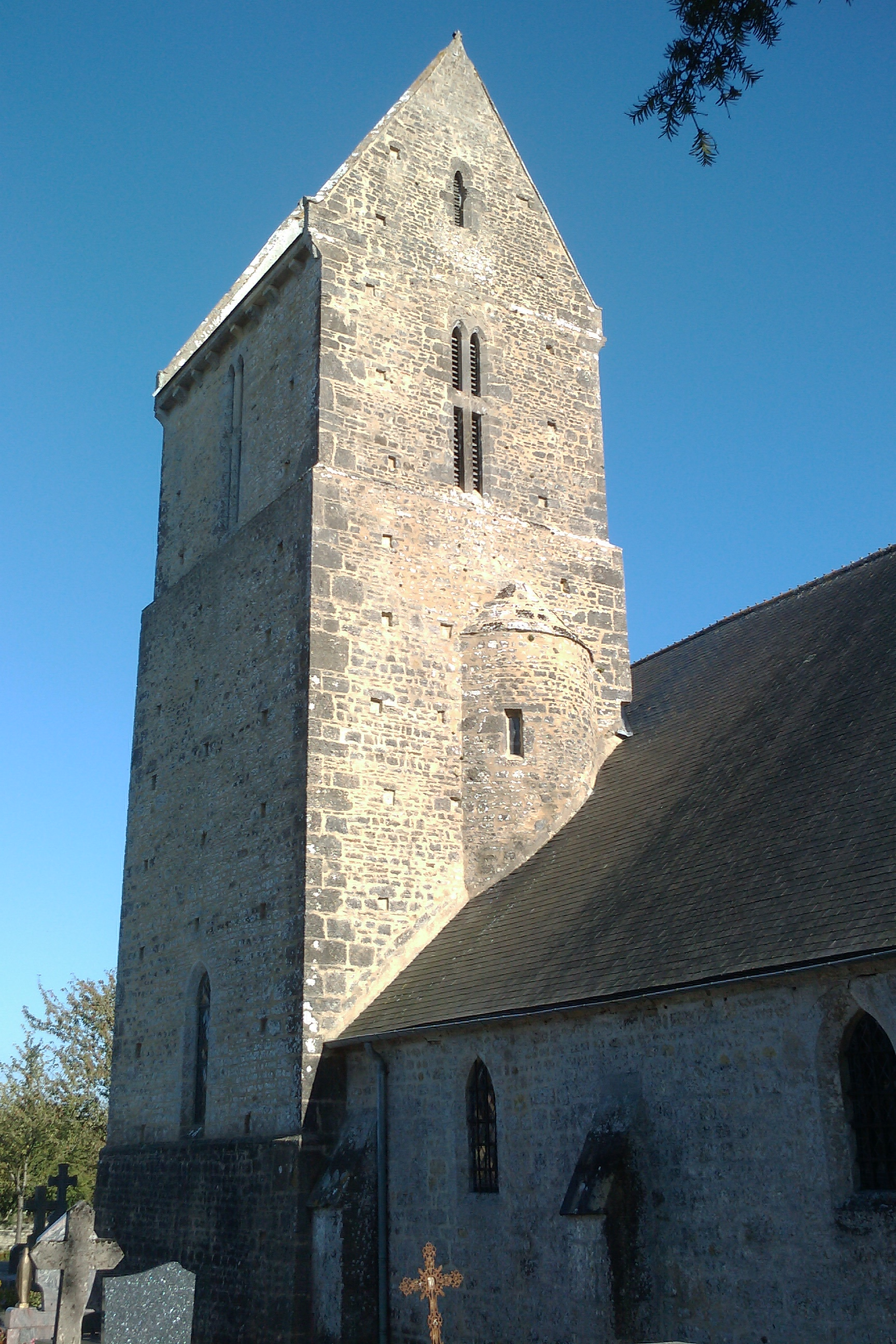
Le clocher.
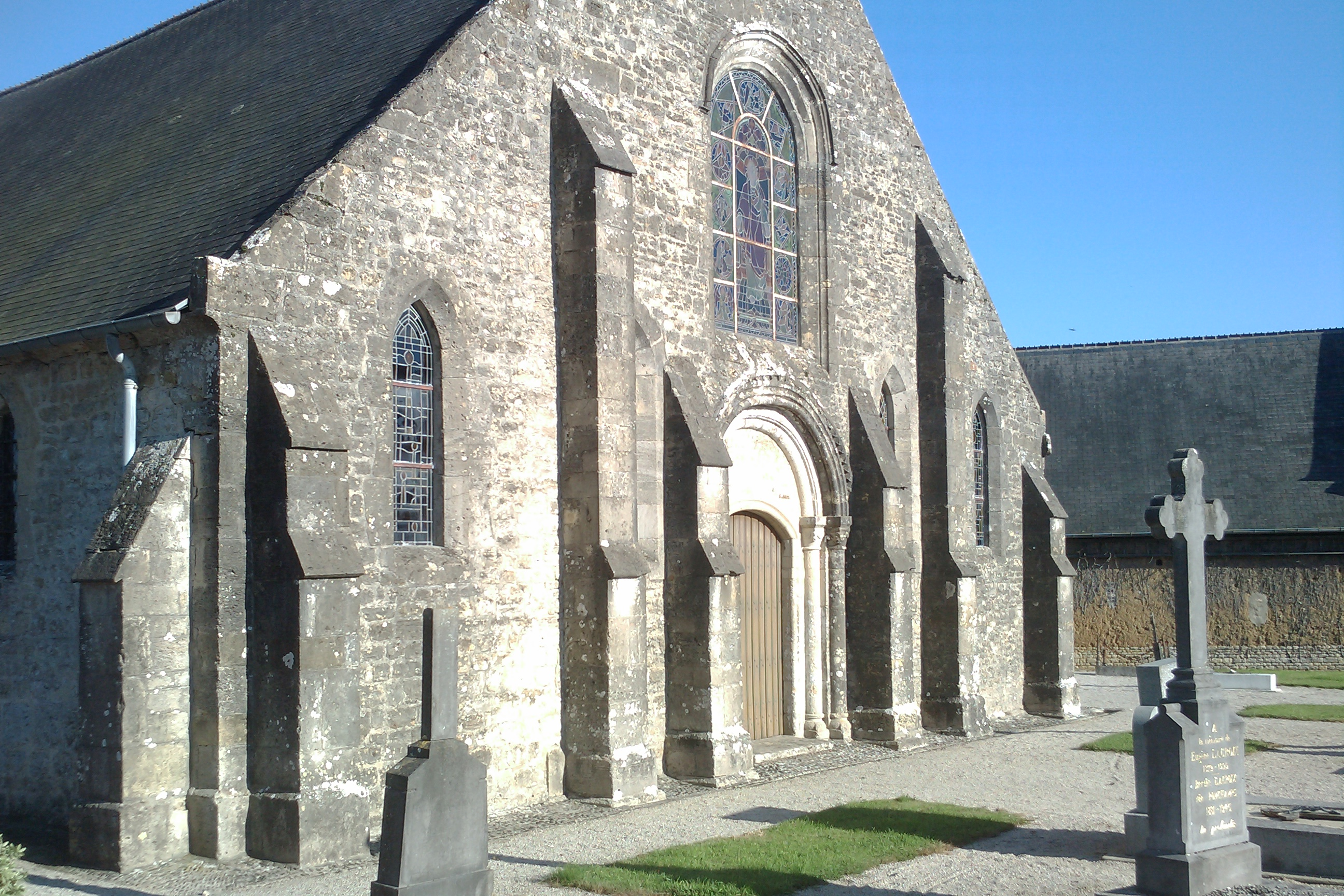
La façade occidentale.

## Protection
L'église est inscrite au titre des monuments historiques par arrêté du 25 février 1958.

## Mobilier
L'église abrite de nombreuses œuvres classées au titre objet aux monuments historiques : une chaire à prêcher du XVIIe siècle décorée de panneaux peints en camaïeu et bois sculpté, ainsi qu'un maître-autel (XVIIIe siècle), des autels latéraux, un retable de saint Sébastien et de la Vierge (XVIIIe siècle), lutrin, et des statues de sainte Colombe, Vierge à l'Enfant, et une poutre de gloire.

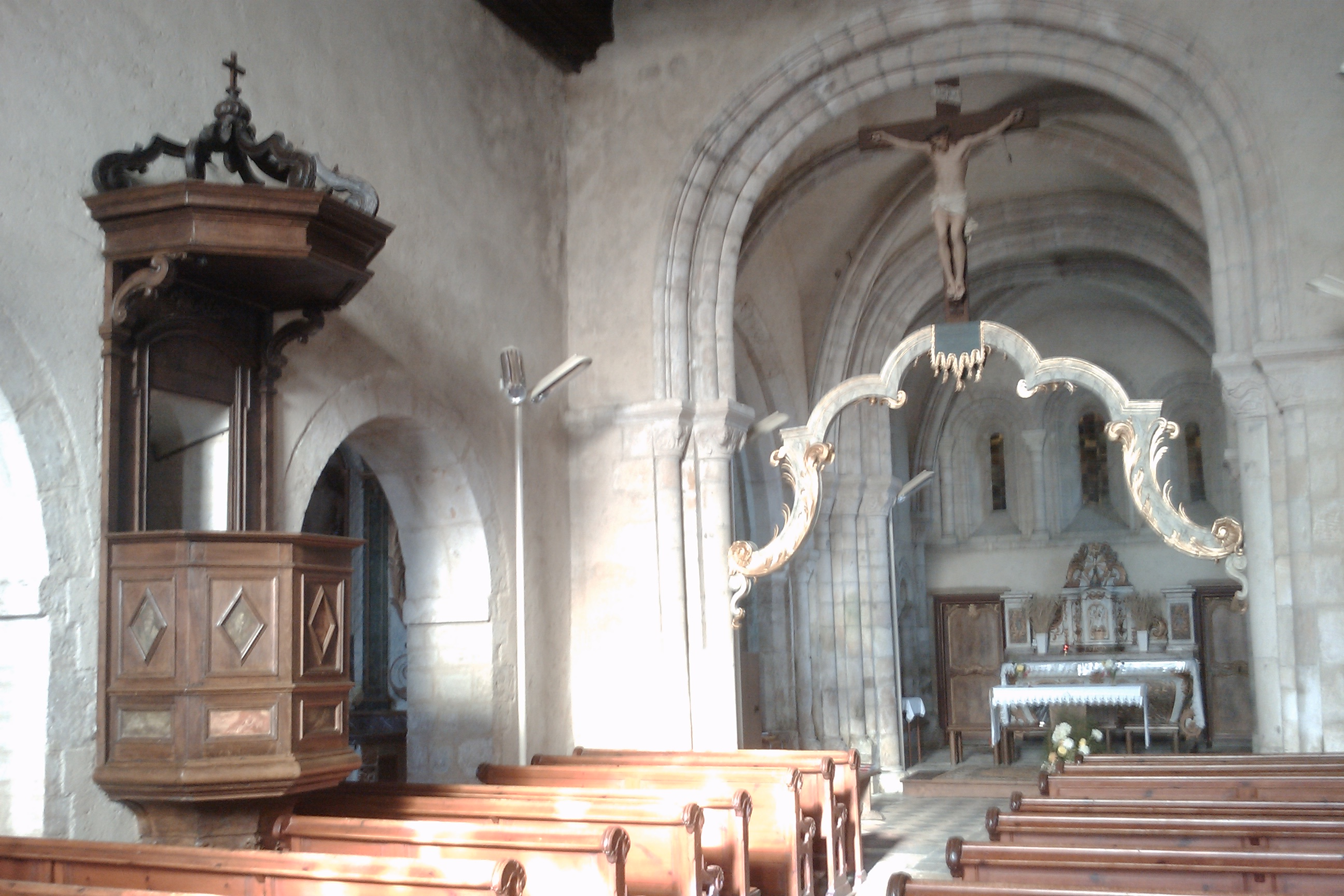
La poutre de gloire et la chaire.
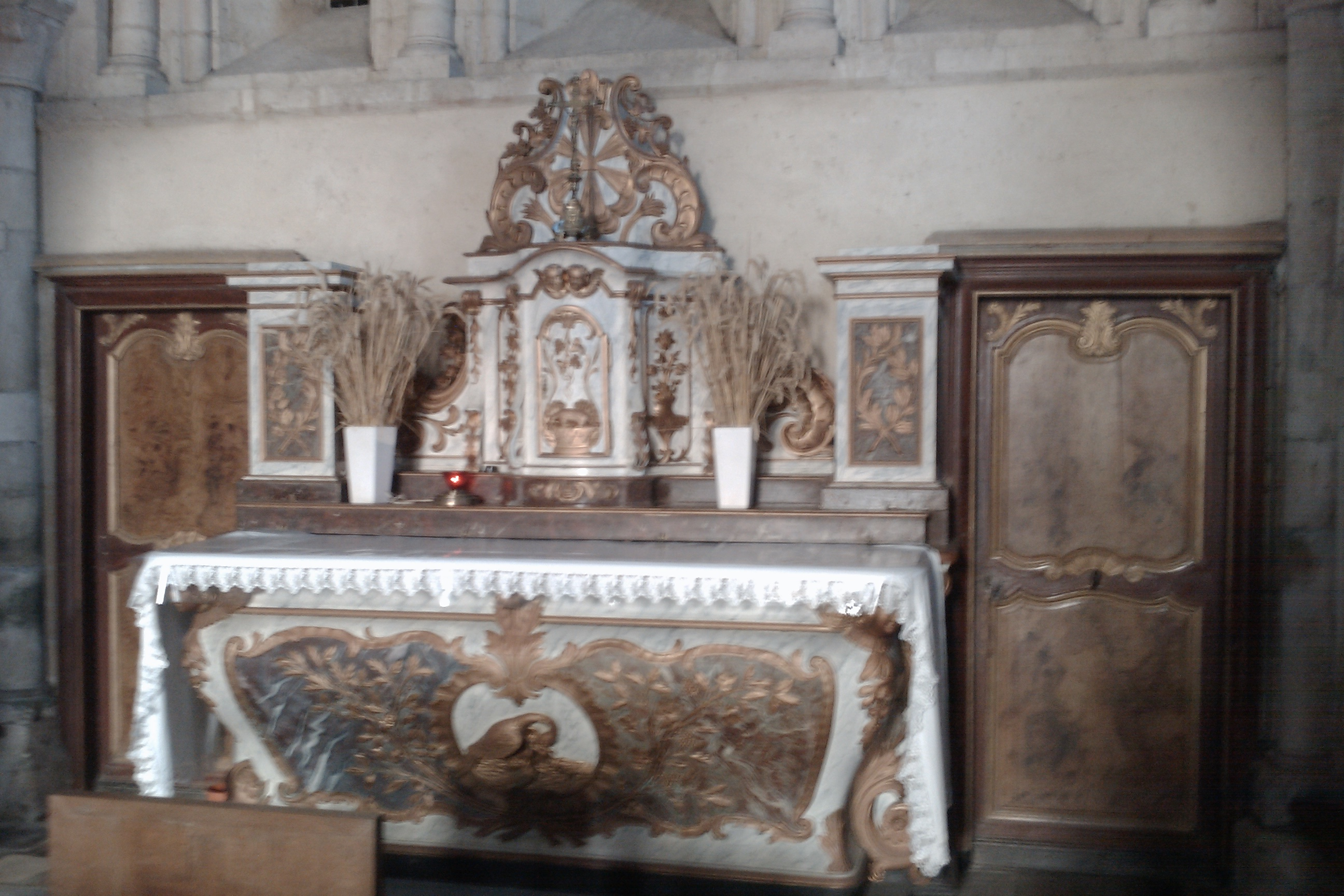
Le maitre-autel.
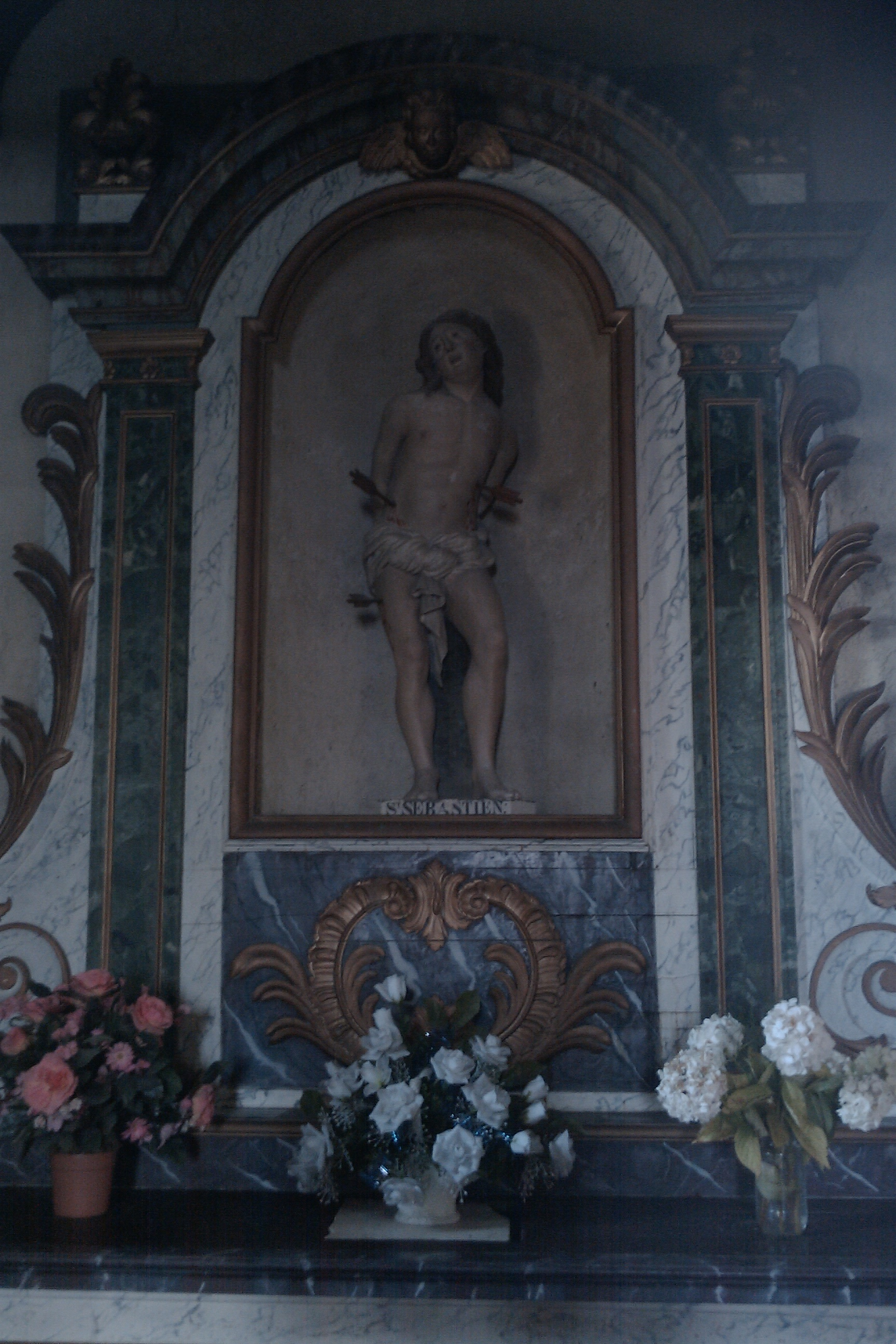
Le retable de saint Sébastien.
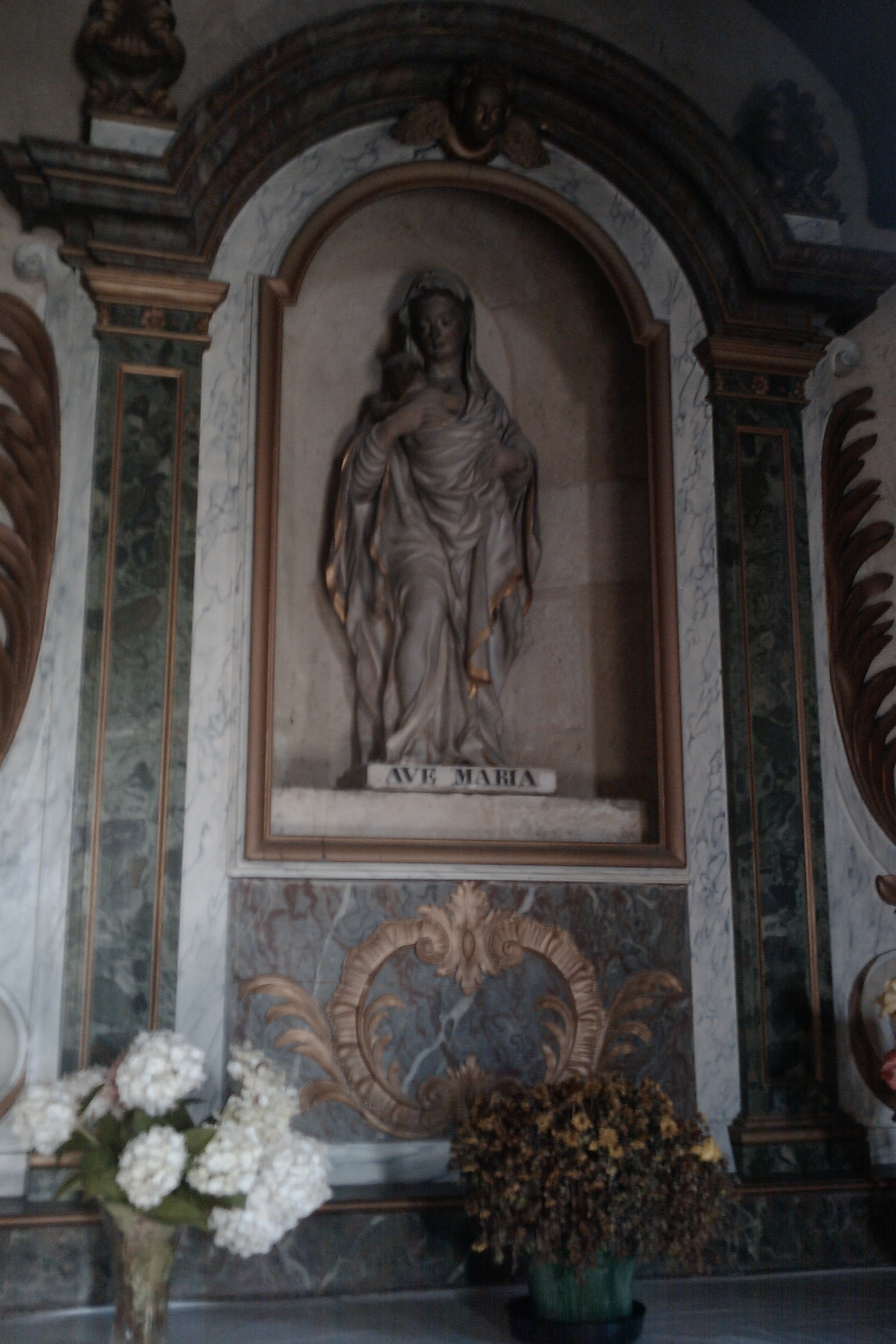
Le retable de la Vierge.
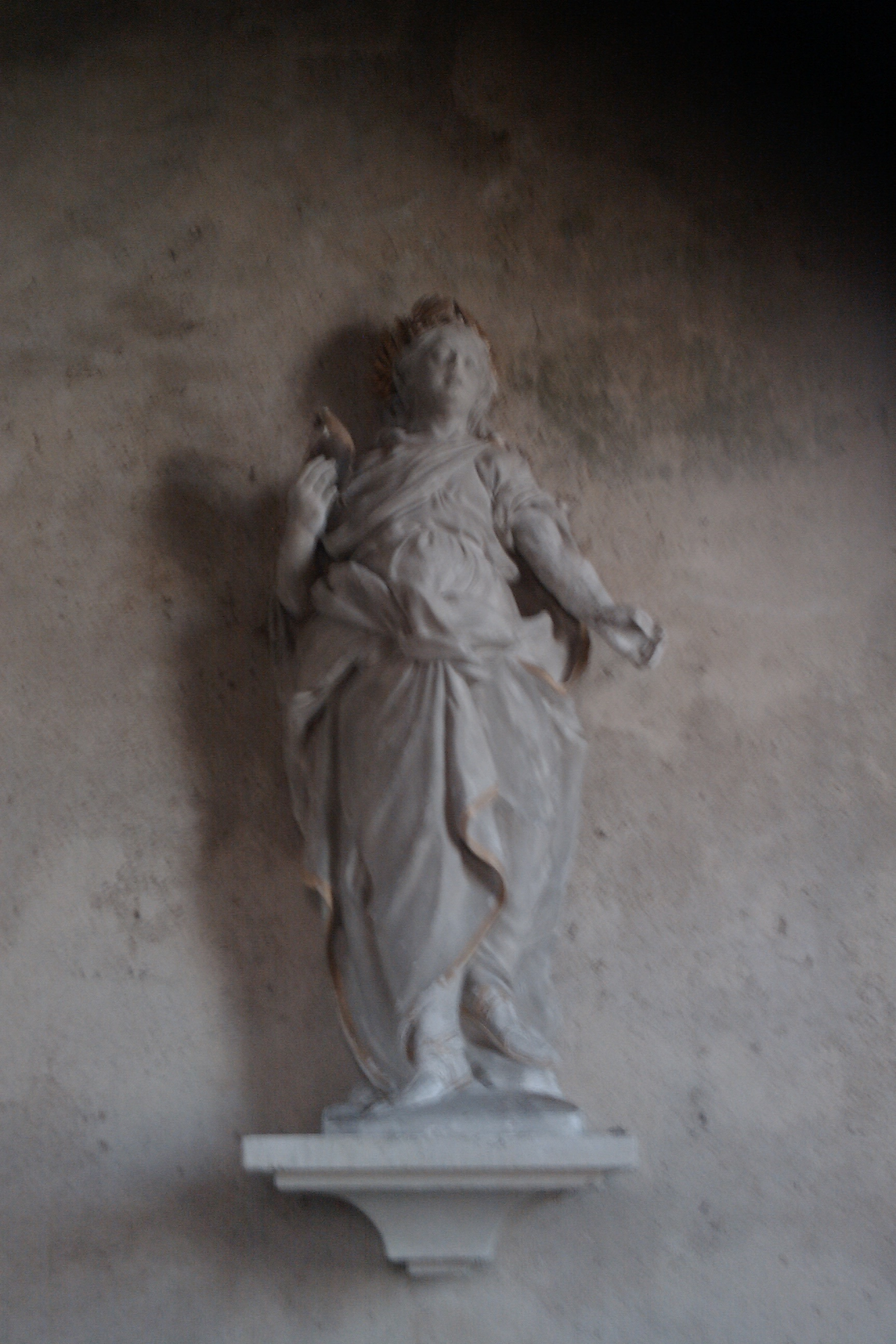
La statue de sainte Colombe.
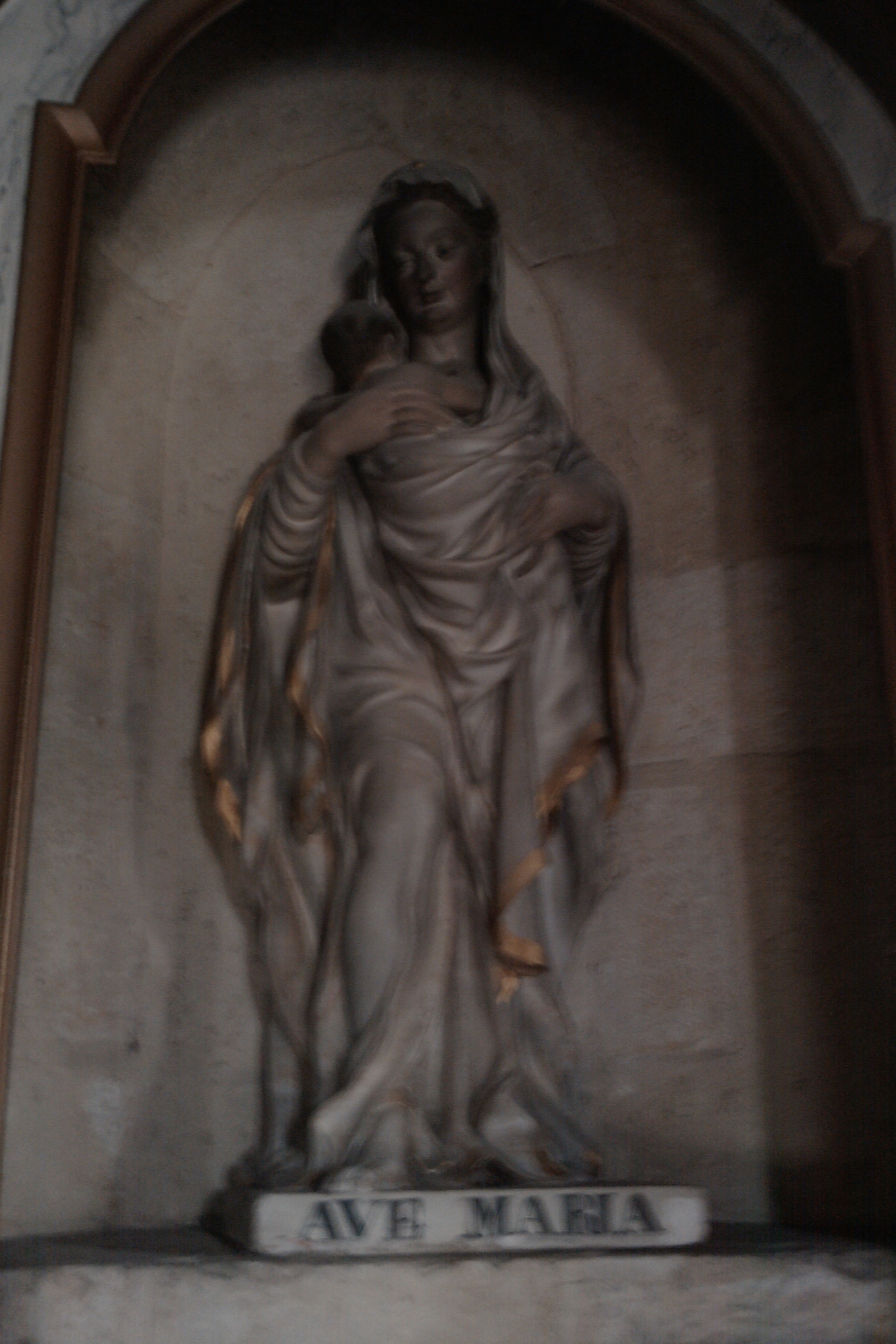
La Vierge à l'Enfant allaitant.